# Cheyyur
Cheyyur är en ort i Indien.   Den ligger i distriktet Kancheepuram och delstaten Tamil Nadu, i den södra delen av landet, 1 800 km söder om huvudstaden New Delhi. Cheyyur ligger 14 meter över havet och antalet invånare är 11 060.
Terrängen runt Cheyyur är mycket platt. Havet är nära Cheyyur österut.  Närmaste större samhälle är Marakkanam, 18,7 km söder om Cheyyur.